# Dick Anthony
W. Richard Anthony, dit Dick Anthony, est un animateur et artiste de décor d'animation américain ayant travaillé pour les studios Disney.

## Filmographie
- 1940 : Pinocchio, décor (non crédité)
- 1940 : Fantasia, décor des séquences Symphonie Pastorale et Une Nuit sur le Mont Chauve et Ave Maria
- 1942 : Bambi, décor
- 1942 : Saludos Amigos, décor
- 1943 : Victoire dans les airs, décor
- 1948 : Danny, le petit mouton noir, décor
- 1948 : Mélodie Cocktail, décor
- 1949 : Le Crapaud et le Maître d'école, La Légende de la Vallée endormie (The Legend of Sleepy Hollow), décor
- 1950 : Cendrillon, décor
- 1950 : La Vallée des castors (Beaver Valley), animateur
- 1951 : Dingo architecte (Home Made Home), décor
- 1951 : On jeûnera demain (Tomorrow We Diet), décor
- 1951 : Alice au pays des merveilles, décor
- 1952 : Le Seigneur de la forêt (The Olympic Elk), effets d'animation
- 1952 : Tout doux, toutou (Man's Best Friend), décor
- 1952 : Dingo détective (How to Be a Detective), décor
- 1953 : Peter Pan, décor
- 1953 : Au pays des ours (Bear Country) , effets d'animation
- 1953 : Football Now and Then, décor
- 1953 : Franklin et moi (Ben and Me), décor
- 1954 : The Lone Chipmunks, décor
- 1955-1961 : Disneyland (1 épisode)
- 1955 : Lac Titicaca, décor
- 1955 : La Belle et le Clochard, décor
- 1959 : La Belle au bois dormant, décor